# L'Incident (roman)
 (novembre 2023).
Pour les articles homonymes, voir Incident.
L'Incident est un roman de Christian Gailly paru en 1996 aux éditions de Minuit.
Le roman est adapté au cinéma sous le titre Les Herbes folles (Alain Resnais, 2009).

## Éditions
- L'Incident, éditions de Minuit, 1996  (ISBN 2-7073-1567-2)
- L'Incident, éditions de Minuit, Collection double   (ISBN 978-2-7073-2069-8)